# Banyamulenge
Die Banyamulenge sind eine Ethnie in Hauts-Plateaux, Sud-Kivu, in der Demokratischen Republik Kongo (DRK).
Der Name bedeutet Die Leute von Mulenge und bezieht sich auf den Wohnort um Mulenge. Die Banyamulenge sprechen eine dem Kinyarwanda sehr ähnliche Sprache (Kinyamulenge). Lange nannten sie sich auf Kinyamulenge „Banyaruanda“, was so viel heißt wie „die Leute von Ruanda“, über das sie in ihre heutigen Wohngebiete kamen. Die Banyamulenge gehen auf vier, heute vermischte Stämme zurück: eine Gruppe aus dem Königreich Ruanda, eine aus Burundi, eine dritte aus Tansania und eine vierte aus ehemaligen Sklaven, der lokalen Stämme der Bashi, Bafulero und Batetela. Auch wenn ein Großteil der Banyamulenge Tutsi-Hirten als Vorfahren hat, bezeichnen sie sich selbst nicht als solche, sondern als Banyamulenge oder Kongolesen. Der aus Ruanda und Burundi bekannte Gegensatz zwischen Hutu und Tutsi besteht nicht. Die Banyamulenge fühlen sich jedoch den Tutsi eng verwandt, insbesondere, da sie von Hutu-Milzen wiederholt bedrängt wurden. Die Kolonialmächte klassifizierten die Banyamulenge als Tutsi, da sie eine physische Ähnlichkeit zu anderen Menschen zu sehen glaubten, die sie ebenfalls für Tutsi hielten.
Die Bezeichnung „Tutsi“ entstammt nicht etwa einer von Tutsi gesprochenen gemeinsamen Sprache oder anderen gemeinsamen kulturellen Merkmalen, sondern dem mangelhaften Verständnis der Kolonialmächte. Als diese in Ostafrika ihre Gräueltaten begingen, legten sie vermeintliche äußerliche Unterschiede zwischen Hutu und Tutsi fest. Davor bezogen sich diese Zuschreibungen lediglich auf die Subsistenz-Aktivitäten der jeweiligen Personen. Die Hutu betrieben vorwiegend Land- und die Tutsi Viehwirtschaft. Auch die Banyamulenge leben vor allem von der Rinderzucht. Zumindest die im späteren Ruanda lebenden Hutu und Tutsi sprachen dieselbe Sprache und lebten in der präkolonialen Zeit friedlich zusammen.

## Geschichte
Im späten 19. Jahrhundert soll eine Gruppe von Menschen das oben erwähnte Dorf Mulenge gegründet haben, das nach dem benachbarten Berg benannt wurde. Angehörige der Banyamulenge selbst verweisen stets darauf, dass sie bereits vor der willkürlichen, auf der Kongokonferenz basierenden Aufteilung des afrikanischen Kontinents in Kolonien im Zuge des "Wettlaufs um Afrika" ("Scramble for Africa") in jenem Teil der heutigen DRK lebten.
Da die Banyamulenge bereits vor 1885 im heutigen Kongo eingewandert sind, hatten sie den Status von Einheimischen. 1996 hingegen wurde ihnen von Mobutu Sese Seko, Staatspräsident von Zaire (jetzt DRK) von 1965 bis 1997, die Staatsbürgerschaft aberkannt, und als Ausländer sollten sie nach Ruanda und Burundi vertrieben werden.
Die Ende des 19. und Anfang des 20. Jahrhunderts in Mulenge siedelnden Menschen unterwarfen sich den lokalen Königreichen und zahlten Tribute in Form von Tieren, um das Land zum Grasen ihrer Rinder nutzen zu dürfen. Aufgrund der sehr harten Vorgehensweise des Eintreibens der Tribute unter Mwami Mokogabwe, migrierten einige der Banyamulenge sogar bis in die Itombwe-Region. Dort gab es Ressentiments gegen die Banyamulenge – unter anderem, weil sie wegen ihres Rinderbesitzes als reich galten. Ihre Forderung nach eigenem Land blieb jedoch unerfüllt.
Während der Simba-Rebellion in den 1960er-Jahren standen die Banyamulenge auf der Gegenseite. Die Simba-Rebellen in Süd-Kivu waren Bewaffnete, die größtenteils den Babembe, Bafuliru und den Bavira angehörten. Die Simba zogen sich 1966 auf das Haut-Plateau zurück, verlangten Steuern von den dort ansässigen Banyamulenge und plünderten ihre Rinder. Daraufhin traten einige Banyamulenge der kongolesischen Armee (damals Armée Nationale Congolaise, ANC) bei. Bis 1980 sollen die Banyamulenge Alliierte Mobutus gewesen sein, was wiederum zu weiteren Ressentiments führte.
Seit den 1990ern kommt es vor, dass die Minderheit "Opfer von strategischen Angriffen" werde. Die nach dem Völkermord in Ruanda in die DRK geflohenen Hutu-Extremisten begannen 1996 in Zusammenarbeit mit der kongolesischen Regierung mit der systematischen Ermordung der Banyamulenge in Süd-Kivu.
Zur Zeit des ersten Kongokrieges (1997/98) stellten sich die Banyamulenge auf die Seite von Kabilas AFDL (Alliance des Forces Démocratiques pour la Libération du Congo), um eine Ablösung des Regime Mobutus zu erreichen. Die Ankündigung verschiedener offizieller zairischer Stellen, das Volk aus dem Land zu vertreiben, bot schließlich den Anlass für den Einmarsch ruandischer und ugandischer Truppen in Zaire.
Nach dem Ausbruch des zweiten Kongokrieges 1998 wurde Tutsis offenbar kollektiv unterstellt, mit den APR-Rebellen zu kollaborieren. APR steht hierbei für die Nationalarmee Ruandas, ausgeschrieben Armée patriotique rwandaise, die es zwischen 1994 und 2002 gab. Jene, die der Rebellion kritisch gegenüberstanden – auch Kabilas Streitkräfte – machten daraufhin regelrecht Jagd auf Tutsis, Banyamulenge und Ruandesen. Dies führte, den Vereinten Nationen zufolge, zu Massenhinrichtungen, tausenden Inhaftierten und Hunderten Verschwundenen. Bewaffnete Banyamulenge und Elemente der APR töteten am 3. August 1998 wiederum 138 Soldaten und Offiziere der Nationalarmee der DRK (damals FAC) – die Exekutionen führten Kadongo, also Kindersoldaten, aus.

## Gegenwart
Auch heute noch werden die Banyamulenge Opfer von Angriffen, die sich in Form von außergerichtlichen Tötungen, dem Niederbrennen von Dörfern, sexualisierter Gewalt und Diskriminierung im Alltag äußern. Es wird von hunderten niedergebrannten Dörfern seit 2017 berichtet. Milizen, die sich gegen die Banyamulenge stellen, stehlen immer wieder ihre Lebensgrundlage – Rinder. Das führt zu einer Nahrungsmittelknappheit für die betroffene Minderheit. Die Diskriminierung im Alltag zeigt sich beispielsweise bei Schwierigkeiten, offizielle Dokumente zu erhalten oder die Staatsgrenze zur DRK zu überqueren.
Sowohl der heutigen kongolesischen Armee FARDC als auch der UN-Mission MONUSCO wird vorgeworfen, bei den Angriffen der Banyamulenge nicht einzugreifen, obwohl sie darüber in Kenntnis gesetzt wurden.